# Chiesa cattolica nella Repubblica Democratica del Congo
La Chiesa cattolica della Repubblica Democratica del Congo (Stato una volta denominato Congo-Kinshasa e successivamente Zaire) è parte della Chiesa cattolica universale in comunione con il vescovo di Roma, il papa.

## Storia

### I primi missionari
Il cattolicesimo arrivò nel Regno del Congo (territori in parte occupati dall'odierna Repubblica Democratica del Congo) poco dopo lo sbarco dei primi navigatori portoghesi, avvenuto nel 1483. Dopo uno scambio di ostaggi, il re, Nzonga a Nkuwu, accettò che arrivassero missionari al suo paese e che potessero predicare il cristianesimo. I missionari arrivarono nel 1491, e battezzarono il governatore provinciale della regione di Soyo, sulla costa dell'Oceano Atlantico, prima di trasferirsi verso la capitale.
Secondo storici portoghesi, Nzinga a Nkuwu si convertì al cristianesimo quando si verificarono alcuni miracoli: due dei sudditi del re sognarono simultaneamente una bellissima donna che supplicava il Re di farsi battezzare, e un terzo raccontò del ritrovamento di una pietra a forma di croce nei pressi del letto di un fiume (fatto che nella cosmologia religiosa del Congo era di ottimo auspicio). Nzinga a Nkuwu fu battezzato il 3 maggio 1491, ricevendo il nome João in onore del re portoghese (João II), assieme a molti dei suoi funzionari, ufficiali e nobili. Dopo qualche esitazione, anche le donne della casa reale e delle dinastie alleate fureno battezzate. Ulteriori missionari visitarono la corte di Nzinga a Nkuwu; un buon numero accompagnò anche suo figlio Afonso Mvemba a Nzinga nel suo avamposto provinciale di Nsundi.
Afonso, in effetti, divenne un grande campione della fede, anche se, in base a successivi racconti di Afonso, suo padre lentamente divenne meno fervente, e molti dei congolesi battezzati abbandonarono la fede.

### Re Afonso

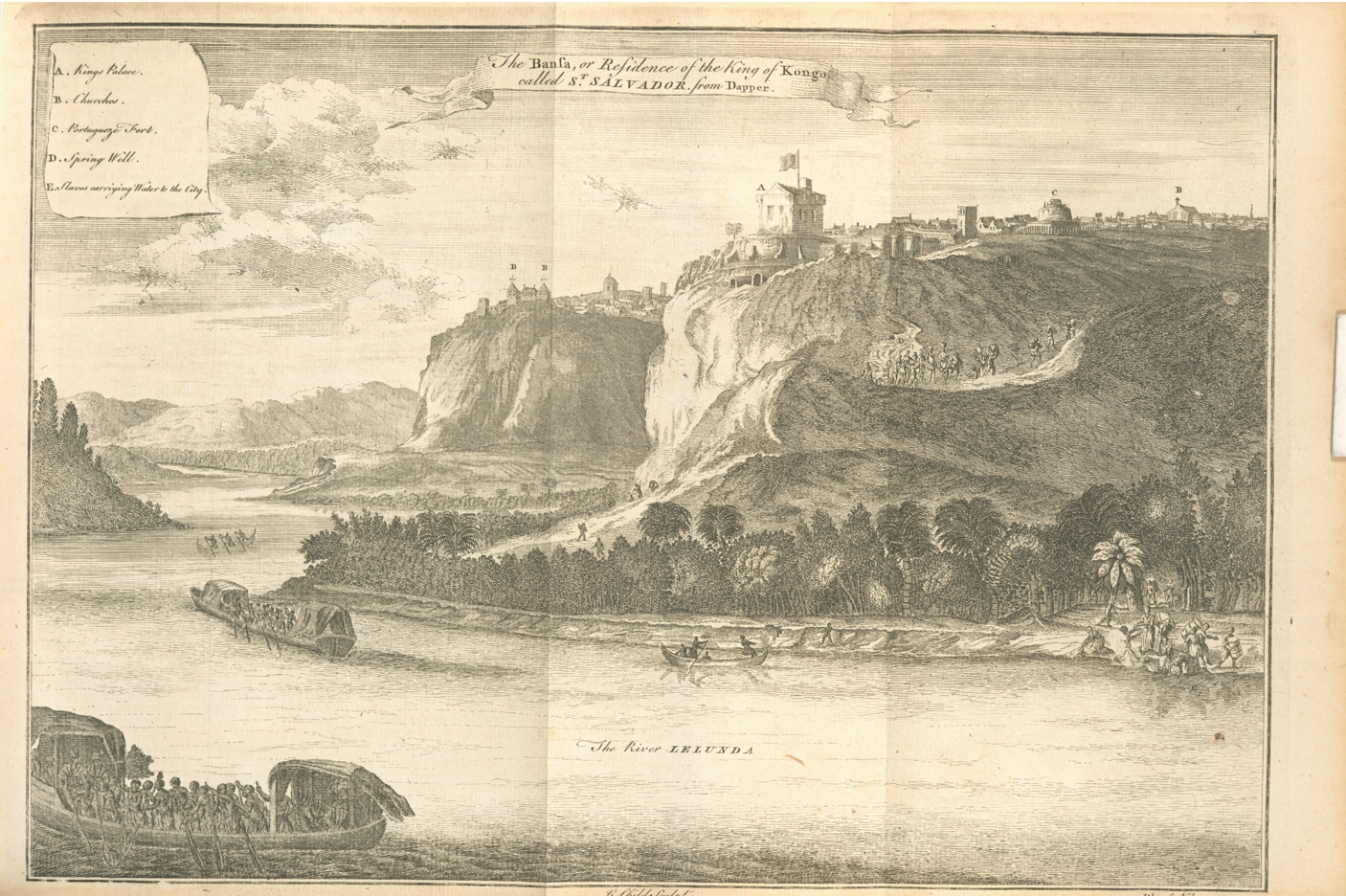
La capitale dell'Impero Cattolico del Kongo, São Salvador

Afonso Mvemba a Nzonga, scrisse molte lettere che sono virtualmente l'unica fonte per i successivi eventi del suo regno, si presentava al resto del mondo come un fervente cattolico, voleva diffondere la fede, e inoltre subì persecuzioni dovute alla sua fede durante gli ultimi anni del regno paterno.
Dopo la morte di João nel 1509, Mpanzu a Kitima, fratello germano di Afonso, che aveva abbandonato il cristianesimo, gli contendeva militarmente il trono. Ma Afonso riuscì a sconfiggere suo fratello in battaglia, grazie al suo preventivo posizionamento nella capitale São Salvador e, secondo il racconto di Afonso, grazie all'apparizione sovrannaturale nel cielo di Giacomo il Maggiore, riuscì a spaventare i nemici.

Scudo d'armi di Re Afonso Mvemba a Nzonga

In seguito re Afonso decise di crearsi uno scudo d'armi nel quale cinque mani armate ognuna con una spada, sovrastavano la figura di un idolo rotto. Questo emblema, descritto per la prima volta in una corrispondenza al Portogallo nel 1512, divenne una delle icone principali del Congo, mentre la festa di San Giacomo il Maggiore divenne la festa più importante del Congo, rendendo simultaneamente onore al santo che era molto popolare nelle armate della penisola iberica come un santo crociato, oltre a re Afonso e il suo miracolo.
Diventando un re Cristiano vittorioso, Afonso decise di stabilire la Chiesa del Congo. Nelle lettere al Portogallo, descrive le sue deliberazioni: dichiara illegale l'adorazione degli idoli, distrugge una "casa degli idoli" nella capitale (incurante delle minacce di rivolta), stanzia un fondo per sostenere finanziariamente la Chiesa cattolica locale. La tradizione successiva al XVII secolo definisce Afonso "fondatore della chiesa". L'opera di Afonso per stabilire la Chiesa cattolica gli fece guadagnare encomi al di fuori dell'Africa, e nel 1552 lo storico portoghese João de Barros lo definiva "Apostolo del Congo" nel 1552.
Afonso lavorò per adattare il Cristianesimo alla realtà locale, anche se i dettagli non sono ben noti. Venne aiutato da un certo numero di sacerdoti portoghesi, tra questi specialmente Rui d'Aguiar che arrivò nel in 1516, e anche con altri congolesi educati in Europa, principalmente da suo figlio Henrique Kinu a Mvemba, che venne nominato vescovo nel 1518, e che perfezionò la Chiesa del Congo dal 1521 fino alla sua morte nel 1531.

### Sincretismo religioso
La Chiesa che Afonso creò non era semplicemente una mera copia o estensione della Chiesa portoghese, ma già dai suoi inizi includeva elementi della teologia Kongo. Ad esempio i Kongos probabilmente credevano che la maggior parte degli esseri dell'Aldilà erano le anime di antenati defunti, e non divinità vissute sulla Terra o che avevano avuto un'esistenza materiale. Dunque, il primo catechismo congolese descriveva la Trinità come "tre persone" (antu a tatu). I presbiteri erano chiamati con lo stesso nome dei sacerdoti precedenti (nganga), e più interessante, il termine ukisi, un nome astratto proveniente dalla stessa radice che dà luogo al nome nkisi (tipicamente usato per descrivere un oggetto affascinante, o nella parlata del XVI secolo, un "idolo") che veniva utilizzato come traduzione di sacro.
In conseguenza, la Bibbia era chiamata nkanda ukisi che potrebbe essere tradotto come "oggetto affascinante in forma di libro" e l'edificio delle chiese veniva chiamato nzo a ukisi ossia "oggetto affascinante in forma di edificio". Proseguendo alla stessa maniera, i santi cattolici venivano identificati con l'entità spirituali locali, e le chiese erano costruite in luoghi già precedentemente ritenuti sacri. Questa teologia, sviluppata da Afonso e da alcuni suoi collaboratori, assieme al clero portoghese, definì il modo con il quale i congolesi si avvicinarono alla nuova religione e in molti modi la naturalizzò alla tradizione preesistente.

### Maturazione della Chiesa
Anche se spesso si ritiene che Afonso sia stato fondatore della Chiesa locale, e più probabile che il suo successore Diogo I Nkumbi a Mpudi l'abbia posta sopra solide basi. Sotto Diogo, si sviluppò un'organizzazione di maestri laici che aiutavano i preti anche nella catechesi (oltre a fornire loro un'istruzione basica), inoltre Diogo si servì di alcuni tra i primi missionari dell'ordine dei gesuiti, in Congo dal 1548 al 1555, anno in cui Diogo rimase disilluso da loro per alcune divergenze d'interesse politico. Il loro rapporto mutuamente antagonistico col Portogallo durante questo periodo ha contribuito spesso alla fama di Diogo come cristiano debole o poco interessato, anche se alcuni eventi nel suo regno suggeriscono che questa reputazione era immeritata. Diogo riuscì a far raggiungere la Chiesa le aree rurali del paese, inviò missioni al nord nel regno di Loango, e al sud nel Matamba, sostenendo il lavoro dei gesuiti anche a Ndongo.
I successivi re stabilirono un forte laicato cattolico, che si incaricò dell'educazione in modo professionale, mentre piccoli numeri di chierici ordinati amministravano i sacramenti, sin dal tardo XVI secolo. I ministri di culto laici venivano designati con la parola mestres, provenivano dalla nobiltà del Congo, avevano salari pagati dallo stato, e si occupavano di insegnare la lettura e la letteratura, l'educazione religiosa e spesso anche compiti di segreteria. Uno tra i più famosi era António Manuel (che divenne ambasciatore presso la Santa Sede).

### Ruolo del clero regolare
Il clero regolare (monaci e ordini insegnanti) ebbe un ruolo importante nello sviluppo della versione congolese della Cristianità. I missionari gesuiti ebbero una breve presenza nel XVI secolo (1548–1555), ma per questioni politiche re Diogo I pose fine alla loro missione. Una missione dei Carmelitani scalzi operò in Congo dal 1584-88, seguiti dai Domenicani nel 1610-1612.
I gesuiti tornarono in Congo nel 1619, e nel 1625 aprirono il Collegio di São Salvador, che fornì un'istruzione superiore all'élite del Congo nel XVII secolo. João de Paiva, il rettore del collegio fino al 1642, oltre a svolgere il ruolo dell'educatore, scrisse una cronaca del paese, oggi perduta. Alcuni degli scritti di Paiva vennero utilizzati per il libro Synopsis Annalium di António Franco (1725). I gesuiti organizzarono anche confraternita laiche che giocarono un ruolo importante nella politica.
Nel 1645 arrivarono i frati cappuccini, a cui fu affidata la prefettura apostolica del Congo inferiore, chiamati per la prima volta perché re Álvaro II del Congo, era insoddisfatto per la scarsità di ordinamenti sacerdotali effettuata dai vescovi locali e per l'opposizione della corona portoghese all'ordinazione dei congolesi. Il re del Congo chiese che la Chiesa locale venisse separata da quella del Portogallo, e che da quella dell'Angola, che spesso controllava l'ufficio episcopale. Come compromesso, il Papato decise di inviare in Congo frati cappuccini italiani da aree che non costituivano un problema per il Portogallo. Anche se ufficialmente erano missionari, i cappuccini agivano sia come presbiteri di parrocchia che come missionari per i non convertiti. In effetti, questo loro ruolo di preti parrocchiani li mise in antagonismo con il clero secolare, che i cappuccini denunciavano come troppo elastici nei loro compiti e troppo tolleranti della religione tradizionale congolese.

### Il movimento antoniano
La lunga guerra civile del Congo, occasionata dalla sconfitta nella battaglia di Mbwila (1665) e la crisi politica conseguente portò a una crisi nella società e nella Chiesa. La disgregazione dell'ordine dovuta al fatto che nessun re era in grado di stabilire l'autorità sull'intero paese in seguito alla morte di re António I nella battaglia, e l'abbandono della capitale in seguito al suo saccheggio nel 1678, portarono alla suddivisione non concordata del paese in entità ostili guidate da re rivali che si arroccarono nelle montagne di Mbula e Kibangou e nella provincia costiera di Luvota. Le guerre incessanti portarono all'esodo di intere popolazioni, a carenze di cibo, e ad un incremento nel commercio di schiavi. Inoltre, l'atteggiamento dei frati cappuccini verso l'élite congolese e il disprezzo delle pratiche consuete nel paese irritarono molte persone.
In questa atmosfera di crisi, il fervore religioso prese vigore nel 1704 grazie alla predicazione di Beatriz Kimpa Vita, che si proclamava come invasata dell'anima di sant'Antonio. Beatriz predicava che tutti i re dovevano riunirsi nell'antica capitale abbandonata di São Salvador per ristabilire il regno. Introdusse nuovi elementi alla religione che dichiarava di aver ricevuto da Dio stesso durante soggiorni settimanali in Cielo. Tra queste "nuove nozioni" vi era quella che Gesù era nato nel Congo e che anche sua madre e Sant'Antonio erano congolesi. Insegnava che i sacramenti della Chiesa non erano necessari per la salvezza, e che l'intenzione benevola del credente fosse tutto il necessario. Mentre alcuni potrebbero sospettare un'influenza del Protestantesimo, sembra piuttosto probabile che si tratti di concetti locali sulla religione a lungo tenuti a bada.
Beatriz predicò presso diversi re e inviò i suoi seguaci ad altri sovrani, si stabilì quindi a São Salvador, risiedendo presso la cattedrale in rovina. Poco dopo rimase incinta e fu arrestata dalle truppe di Pedro IV, uno dei pretendenti al trono. Questi la accusò di stregoneria, la trovò colpevole e ne ordinò la morte sul rogo, che avvenne il 2 luglio 1706.
Mentre Pedro riuscì a restaurare il regno e rioccupare Sāo Salvador, incontrando scarsa resistenza da parte degli antoniani, alcune idee di Beatriz, fra cui quella che Gesù fosse congolese, le sopravvissero. Crocifissi in ottone prodotti in Kongo nel XVIII e XIX secolo rappresentano un Gesù dai tratti africani, che indossa abiti decorati come i costumi del Paese.

## Organizzazione ecclesiastica
Ci sono sei arcidiocesi e 42 diocesi di rito latino.
| - Bukavu - Butembo-Beni - Goma - Kasongo - Kindu - Uvira | - Kananga - Kabinda - Kole - Luebo - Luiza - Mbujimayi - Mweka - Tshumbe - Tshilomba | - Kinshasa - Boma - Idiofa - Inongo - Kenge - Kikwit - Kisantu - Matadi - Popokabaka | - Kisangani - Bondo - Bunia - Buta - Dungu-Doruma - Isangi - Isiro-Niangara - Mahagi-Nioka - Wamba | - Lubumbashi - Kalemie-Kirungu - Kamina - Kilwa-Kasenga - Kolwezi - Kongolo - Manono - Sakania-Kipushi | - Mbandaka-Bikoro - Basankusu - Bokungu-Ikela - Budjala - Lisala - Lolo - Molegbe |

## Statistiche
Alla fine del 2021 la Chiesa cattolica nella Repubblica Democratica del Congo contava:
- 1.637 parrocchie;
- 6.162 preti;
- 10.525 suore religiose;
- 18.671 circa istituti scolastici;
- 2.819 istituti di beneficenza.

La popolazione cattolica ammontava a 52.166.000 battezzati, pari al 49,6% della popolazione totale del Paese.

## Nunziatura apostolica
La delegazione apostolica del Congo Belga fu istituita il 10 gennaio 1930 con il breve Ad regimen di papa Pio XI. Successivamente cambiò per tre volte il proprio nome: delegazione apostolica del Congo Belga e Ruanda-Urundi nel 1946; delegazione apostolica del Congo e Ruanda-Urundi nel 1960, e delegazione apostolica del Congo e Ruanda nel 1962. Il 16 febbraio 1963 fu istituita la nunziatura apostolica in Congo con il breve Pontificias Legationes di papa Giovanni XXIII. In seguito assunse il nome di Zaire nel 1977 e di Repubblica Democratica del Congo nel 1997.

### Delegati apostolici
- Giovanni Battista Dellepiane, arcivescovo titolare di Stauropoli (18 gennaio 1930 - 12 gennaio 1949 nominato internunzio apostolico in Austria)
- Pietro Sigismondi, arcivescovo titolare di Neapoli di Pisidia (16 dicembre 1949 - 1954 nominato segretario della Congregazione de Propaganda Fide)
- Alfredo Bruniera, arcivescovo titolare di Claudiopoli di Onoriade (12 dicembre 1954 - 25 aprile 1959 nominato nunzio apostolico in Ecuador)
- Gastone Mojaisky Perrelli, arcivescovo titolare di Amida (8 agosto 1959 - 1962 nominato officiale della Segreteria di Stato della Santa Sede)
- Vito Roberti, arcivescovo titolare di Tomi (13 ottobre 1962 - 16 febbraio 1963 nominato nunzio apostolico)

### Nunzi apostolici
- Vito Roberti, arcivescovo titolare di Tomi (16 febbraio 1963 - 15 agosto 1965 nominato vescovo di Caserta)
- Émile André Jean-Marie Maury, arcivescovo titolare di Laodicea di Frigia (11 giugno 1965 - 25 giugno 1968 nominato arcivescovo di Reims)
- Bruno Torpigliani, arcivescovo titolare di Malliana (3 agosto 1968 - 6 giugno 1973 nominato nunzio apostolico nelle Filippine)
- Lorenzo Antonetti, arcivescovo titolare di Roselle (29 giugno 1973 - 15 giugno 1977 nominato segretario dell'Amministrazione del Patrimonio della Sede Apostolica)
- Edoardo Rovida, arcivescovo titolare di Taormina (13 agosto 1977 - 7 marzo 1981 nominato officiale della Segreteria di Stato della Santa Sede)
- Giuseppe Uhac, arcivescovo titolare di Tharros (3 giugno 1981 - 3 agosto 1984 nominato nunzio apostolico in Germania)
- Alfio Rapisarda, arcivescovo titolare di Canne (29 gennaio 1985 - 2 giugno 1992 nominato nunzio apostolico in Brasile)
- Faustino Sainz Muñoz, arcivescovo titolare di Novaliciana (7 ottobre 1992 - 21 gennaio 1999 nominato nunzio apostolico presso la Comunità europea)
- Francisco-Javier Lozano Sebastián, arcivescovo titolare di Penafiel (20 marzo 1999 - 2001 nominato officiale della Segreteria di Stato della Santa Sede)
- Giovanni d'Aniello, arcivescovo titolare di Paestum (15 dicembre 2001 - 22 settembre 2010 nominato nunzio apostolico in Thailandia)
- Adolfo Tito Yllana, arcivescovo titolare di Montecorvino (20 novembre 2010 - 17 febbraio 2015 nominato nunzio apostolico in Australia)
- Luis Mariano Montemayor, arcivescovo titolare di Illici (22 giugno 2015 - marzo 2018)
  - Ettore Balestrero, arcivescovo titolare di Vittoriana (6 luglio 2018 - 27 aprile 2019 nominato nunzio apostolico) (inviato per il disbrigo degli affari della nunziatura apostolica)
- Ettore Balestrero, arcivescovo titolare di Vittoriana (27 aprile 2019 - 21 giugno 2023 nominato osservatore permanente della Santa Sede presso l'Ufficio delle Nazioni Unite ed Istituzioni specializzate a Ginevra e l'Organizzazione mondiale del commercio e rappresentante della Santa Sede presso l'Organizzazione internazionale per le migrazioni)
- Mitja Leskovar, arcivescovo titolare di Benevento, dal 16 aprile 2024[6]

## Conferenza episcopale
L'episcopato locale costituisce la Conferenza episcopale nazionale del Congo (Conférence Episcopale Nationale du Congo, CENCO).
La CENCO è membro della Association des Conférences Episcopales de l'Afrique Centrale (ACEAC) e del Symposium of Episcopal Conferences of Africa and Madagascar (SECAM).
Elenco dei presidenti della Conferenza episcopale:
- Vito Roberti, delegato apostolico (1962 - 1963)
- Félix Scalais, arcivescovo di Kinshasa (1963 - 1964)
- Aloys Mulindwa Mutabesha Mugoma Mweru, arcivescovo di Bukavu (1967 - 1970)
- Léon Lesambo Ndamwize, vescovo di Inongo (1970 - 1975)
- Albert Tshomba Yungu, vescovo di Tshumbe (1975 - 1979)
- André Ilunga Kaseba, vescovo di Kalemie-Kirungu (1979 - 1984)
- Laurent Monsengwo Pasinya, arcivescovo di Kisangani (1984 - 1992)
- Faustin Ngabu, vescovo di Goma (1992 - 2000)
- Frédéric Etsou-Nzabi-Bamungwabi, C.I.C.M., arcivescovo di Kinshasa (2000 - 2004)
- Laurent Monsengwo Pasinya, arcivescovo di Kisangani e poi di Kinshasa (luglio 2004 - 2008)
- Nicolas Djomo Lola, vescovo di Tshumbe (2008 - 24 giugno 2016)
- Marcel Utembi Tapa, arcivescovo di Kisangani (24 giugno 2016 - 1º luglio 2024)
- Fulgence Muteba Mugalu, arcivescovo di Lubumbashi, dal 1º luglio 2024

Elenco dei vicepresidenti della Conferenza episcopale:
- Joseph Banga Bane, vescovo di Buta (? - 24 giugno 2016)
- Fridolin Ambongo Besungu, O.F.M.Cap., vescovo di Bokungu-Ikela e poi arcivescovo di Kinshasa (24 giugno 2016 - 15 ottobre 2020)
- José Moko Ekanga, P.S.S., vescovo di Idiofa (15 ottobre 2020 - 1º luglio 2024)
- Étienne Ung'eyowun, vescovo di Bondo, dal 1º luglio 2024

Elenco dei secondi vicepresidenti della Conferenza episcopale:
- Jean-Bertin Nadonye Ndongo, vescovo di Lolo, dal 1º luglio 2024

Elenco dei segretari generali della Conferenza episcopale:
- Presbitero Fulgence Muteba Mugalu (? - ?)
- Presbitero Léonard Santedi Kinkupu (? - ottobre 2016)
- Presbitero Donatien N'Shole, dal 24 febbraio 2017